# Diablo III: Reaper of Souls
Diablo III: Reaper of Souls este un expansion pack al jocului video RPG hack and slash Diablo III. Este dezvoltat de către Blizzard Entertainment și a avut premiera la 25 martie 2014.